# Arrhytmus pallimembris
Arrhytmus pallimembris là một loài bọ cánh cứng trong họ Cerambycidae.